# Hamarøyskaftet

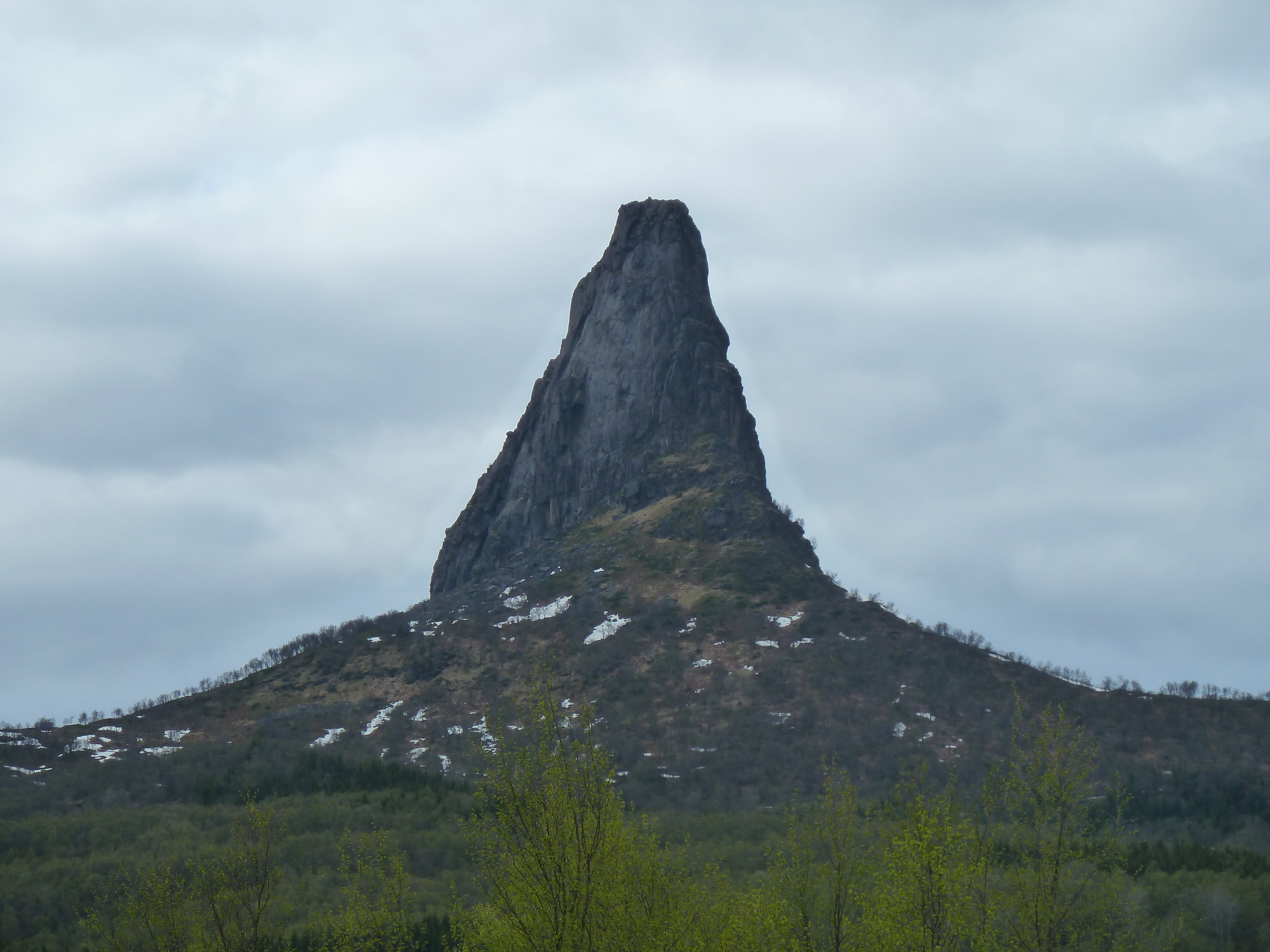
Hamarøyskaftet
Foto:TorbjørnS

Hamarøyskaftet är ett berg i bergskedjan Hamarøytindarna i Hamarøy kommun i Nordland fylke i Norge.
Berget är 512 meter över havet och är beläget cirka 5,3 kilometer sydost om småorten Hamsund och 7,5 km nordost om småorten Skutvik, och är ett tydligt landmärke med nästan vertikala sidor och krökt bergsrygg.
Hamarøyskaftet bestegs första gången av bergsbestigaren Martin Ekroll från Skrova 1885.